# Я, Клавдий (фильм, 1937)
«Я́, Кла́вдий» (фильм, 1937) — британский художественный фильм в жанре историко-биографической драмы, поставленный режиссёром Джозефом фон Штернбергом по одноимённому роману Роберта Грейвза. Фильм не был завершён.

## Сюжет
Упадок нравственности и царство беззакония в эпоху правления императоров из рода Юлиев-Клавдиев от Октавиана Августа до Клавдия.

## В ролях
- Чарльз Лотон — Клавдий[a];
- Мерл Оберон — Мессалина;
- Флора Робсон — Ливия;
- Эмлин Уильямс — Калигула;
- Элан Эйнесуорт — сенатор Азиатик;
- Джон Клементс — Валент;
- Леонора Корбетт — Милония Цезония;
- Рой Эмертон — Октавиан Август;
- Джина Эванс — весталка;
- Фрэнк Форбз-Робертсон — капитан стражи Луп;
- Бэзил Джилл — врач императора Ксенофон;
- Морланд Грэм — Галот;
- Эверли Грегг — Домиция Лепида Младшая;
- Лин Хардинг — Веспасиан;
- Аллан Джийес — врач императора Муза;
- Роберт Ньютон — Кассий Херея, капитан стражи Калигулы.

## Съёмочная группа
- Режиссёр: Джозеф фон Штернберг
- Авторы сценария: Роберт Грейвз (экранизация), Лестер Коэн (нет в титрах)
- Оператор: Жорж Периналь
- Продюсер: Александр Корда
- Композитор: Артур Блисс
- Художник по костюмам: Джон Армстронг
- Грим: Джордж Блэклер
- Хореограф: Аньез де Милль

## Производство
Проект короля британской киноиндустрии Александра Корды с его супругой Мерл Оберон в главной роли. Фильм не был завершён, неудачи следовали одна за другой. Съёмки были остановлены после автомобильной аварии, в которую попала Оберон, игравшая в фильме Мессалину. Последующие попытки использовать отснятый материал фильма в проекте The Denham Studio Mystery также завершились неудачно.
Отснятый материал был использован Би-би-си в 70-минутном документальном фильме The Epic That Never Was (1965), который вошёл в DVD-издание сериала «Я, Клавдий» (1976).